# Машковцев, Борис Вячеславович
Борис Вячеславович Машковцев (9 июля 1922 — 23 ноября 1973) — лётчик-испытатель Казанского авиационного завода, полковник. Герой Советского Союза. Заслуженный лётчик-испытатель СССР (1972).

## Биография
Родился 9 июля 1922 года в городе Пятигорск ныне Ставропольского края.
В армии с августа 1940 года. В августе 1942 окончил Энгельсскую военную авиационную школу лётчиков. С ноября 1942 лётчик 94-го бомбардировочного авиационного полка. 
В 1943—1944 лётчик-испытатель Научно-испытательного института авиационного вооружения (город Ногинск). Испытывал авиационные бомбы на бомбардировщиках Пе-2 и Ту-2.
В 1944—1951 лётчик-испытатель Государственного Краснознамённого научно-испытательного института ВВС. Занимался испытаниями авиационного вооружения и реактивных двигателей на реактивных истребителях Ме-262, Ла-15 и других.
В 1951—1954 лётчик-испытатель военной приёмки Новосибирского авиазавода. Испытывал серийные реактивные истребители МиГ-15, МиГ-15УТИ, МиГ-17 и их модификации.
В 1954—1955 лётчик-испытатель военной приёмки Воронежского авиазавода. Испытывал серийные реактивные бомбардировщики Ил-28 и их модификации.
В июне-декабре 1955 года лётчик-испытатель военной приёмки Новосибирского авиазавода. Испытывал серийные реактивные истребители МиГ-17Ф.
В 1955—1957 годах лётчик-испытатель Новосибирского авиазавода. Испытывал серийные сверхзвуковые истребители МиГ-19 и их модификации.
С 1957 лётчик-испытатель Казанского авиазавода. Поднял в небо и провёл испытания головных Ту-22 (1959), Ил-62 (1966) и Ил-62М (1972) авиазавода. Испытывал серийные реактивные бомбардировщики Ту-16, Ту-22, Ту-22М, реактивные пассажирские самолёты Ту-104Б, Ту-110, Ил-62, Ил-62М и их модификации.
За мужество и героизм, проявленные при испытании новой авиационной техники, полковнику Машковцеву Борису Вячеславовичу указом Президиума Верховного Совета СССР от 22 июля 1966 года присвоено звание Героя Советского Союза с вручением ордена Ленина и медали «Золотая Звезда» 11265.
Погиб 23 ноября 1973 года при выполнении испытательного полёта на сверхзвуковом реактивном бомбардировщике Ту-22М2.

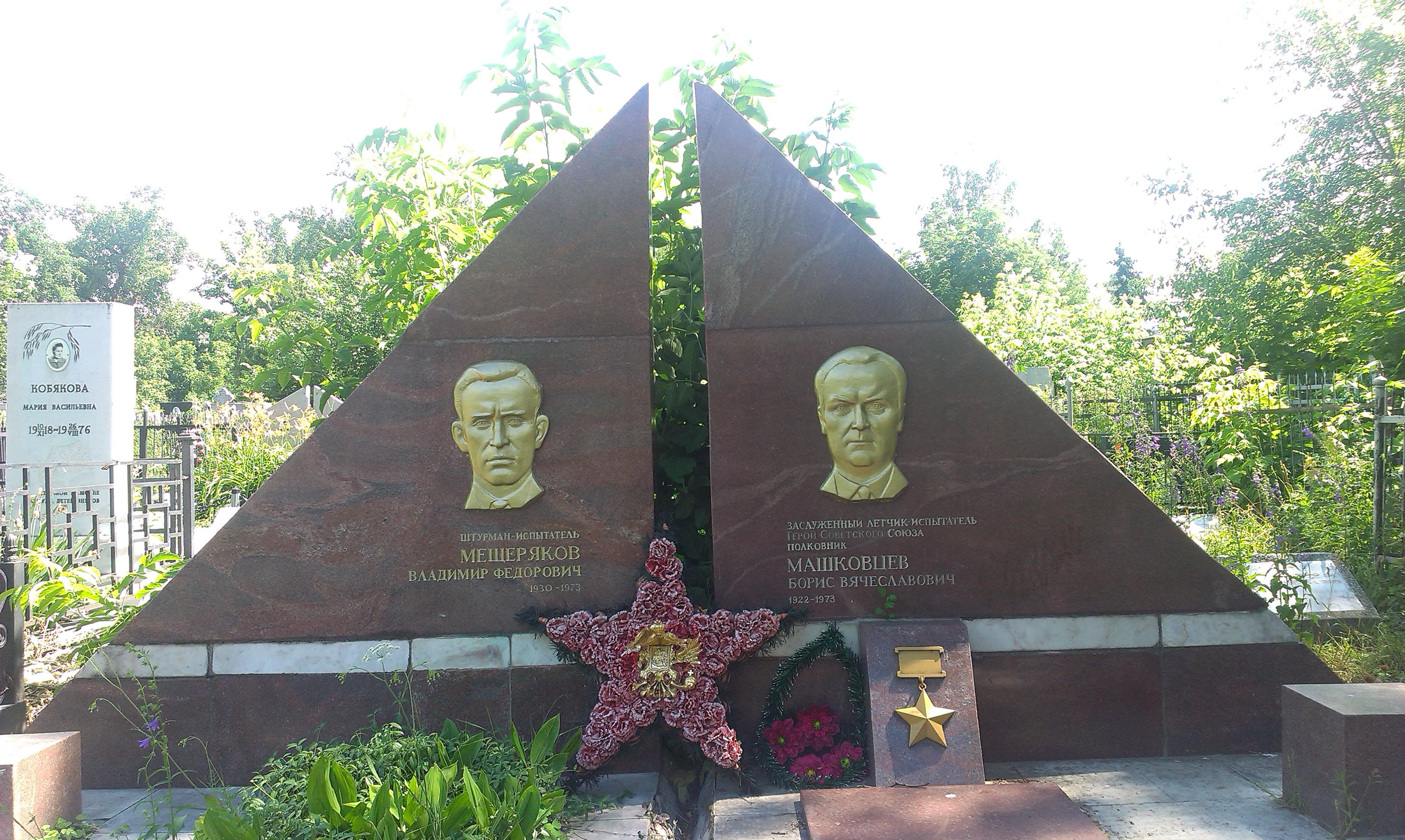
Могила Бориса Машковцева на Арском кладбище

Похоронен на Арском кладбище в Казани.